# Mathilda gemmulifera
Mathilda gemmulifera is een slakkensoort uit de familie van de Mathildidae. De wetenschappelijke naam van de soort is voor het eerst geldig gepubliceerd in 1958 door Kuroda.